# Анастасіос Будуріс
Анастасіос Будуріс (2 серпня 1955) — грецький яхтсмен.
Бронзовий призер Олімпійських Ігор 1980 року в класі Солінґ, учасник 1976, 1984, 1988, 1992, 1996 років.